# Wolfram von Richthofen
Wolfram Freiherr von Richthofen (ur. 11 października 1895 w Gut Barzdorf, zm. 12 lipca 1945 w Bad Ischl) – niemiecki lotnik, feldmarszałek lotnictwa. Uznawany za jednego z najskuteczniejszych dowódców hitlerowskiej Luftwaffe.

## Życiorys
Wolfram von Richthofen urodził się w Gut Barzdorf (Bartoszówek koło Strzegomia na Dolnym Śląsku) w 1895. Pochodził z arystokratycznej rodziny o tradycjach wojskowych. Jego ojciec Albrecht był emerytowanym wojskowym; on sam był kuzynem niemieckiego asa lotnictwa Manfreda von Richthofena, zwanego Czerwonym Baronem oraz, tym samym, jego brata – Lothara.

### I wojna światowa
Wolfram wstąpił do armii w 1913. W czasie I wojny światowej walczył jako oficer kawalerii na frontach wschodnim i zachodnim. W 1918 przeniósł się do lotnictwa, kończąc kurs pilota. W marcu 1918 został przydzielony do 11 eskadry (Jagdstaffel 11) 1. pułku myśliwskiego dowodzonego przez swego kuzyna Manfreda. Swój pierwszy lot bojowy odbył w tym samym dniu, w którym poległ Czerwony Baron. Do końca wojny Wolfram von Richthofen zestrzelił 8 samolotów wroga, co dawało mu tytuł asa. Odznaczono go Krzyżem Żelaznym I i II klasy.

### Okres międzywojenny
Po wojnie podjął studia inżynieryjne (1919–1922) i uzyskał tytuł doktora nauk technicznych. W 1923 powrócił w szeregi armii. Dzięki uzyskanemu wykształceniu technicznemu przyjęto go natychmiast do pracy w Ministerstwie Wojny, gdzie służył w Urzędzie Uzbrojenia. W latach 1929–1933 był z kolei niemieckim Attaché Wojskowym w Rzymie.
Po odtworzeniu przez Hermanna Goeringa niemieckich sił powietrznych, w 1933 zgłosił swój akces do Luftwaffe. W nowo utworzonym Ministerstwie Lotnictwa Richthofen pracował w Wydziale Technicznym. Jako szef sekcji rozwoju był jednym z najbliższych asystentów szefa wydziału – gen. Wimmera. Richthofen był jednym z tych (obok takich postaci jak Erhard Milch, Wimmer, Albert Kesselring, Werner Stumpf), którzy od podstaw zbudowali niemiecką Luftwaffe. Na swym stanowisku odpowiadał przede wszystkim za wyposażenie niemieckich sił powietrznych w nowe typy samolotów. Richthofen bardzo energicznie sprzeciwiał się wyposażeniu Luftwaffe w bombowce nurkujące Ju 87 „Stuka”, jednak największe sukcesy odniósł później jako dowódca ich formacji.
W czerwcu 1936 w wyniku konfliktów personalnych na szczytach Luftwaffe ze stanowiska szefa Wydziału Technicznego odszedł generał Wimmer. Richthofen nie potrafił ułożyć sobie poprawnych stosunków z jego następcą, Ernstem Udetem, dlatego opuścił Berlin.

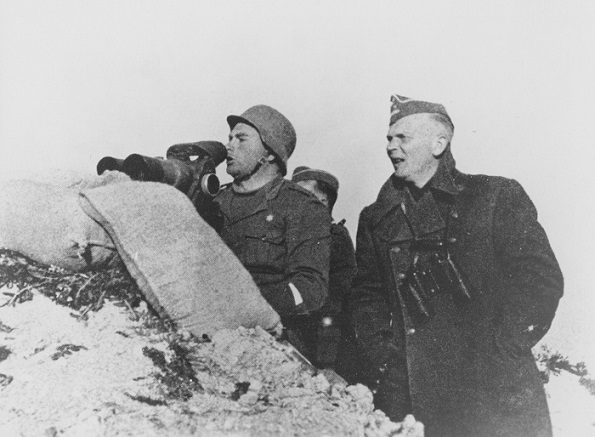
Wolfram von Richthofen podczas bitwy nad Ebro

W październiku 1936 wysłany z Legionem Condor do Hiszpanii w ramach militarnej pomocy oddziałom generała Franco. Dowodził formacjami bojowymi, pełnił także obowiązki szefa sztabu dowódcy Legionu Condor Hugona Sperrla. Spoczywa na nim odpowiedzialność za masowe bombardowanie Guerniki 26 kwietnia 1937.
W styczniu 1938 Richthofen powrócił do Niemiec, ale nie na długo. We wrześniu 1938 został awansowany do stopnia generała majora, a pod koniec listopada 1938 r. znalazł się z powrotem w Hiszpanii – tym razem już jako dowódca Legionu. Pozostał w Hiszpanii aż do końca wojny domowej.
Po powrocie do Niemiec (lato 1939) Richthofen objął stanowisko Dowódcy Lotnictwa do Zadań Specjalnych – czyli w praktyce dowódcy niemieckiego lotnictwa szturmowego.

### II wojna światowa
W agresji Niemiec na Polskę dowodził wydzieloną grupą lotniczą, której zadaniem było wspieranie natarcia niemieckiej 10 Armii na Warszawę. Zdaniem części publicystów na bezpośredni rozkaz Richthofena został 1 września 1939 wykonany nalot na Wieluń. Richthofen na pokładzie lekkiego samolotu Fi 156 poleciał nad linię frontu, chcąc obejrzeć skutki nalotów przeprowadzonych przez jego bombowce, ale jego samolot został ostrzelany przez polskich żołnierzy i z trudem zdołał wylądować.
Podczas kampanii wrześniowej bombowce Richthofena z dużą skutecznością wspierały natarcie niemieckiej armii, niszcząc polskie umocnienia oraz atakując kolumny wojsk i uchodźców. Dowodzone przezeń formacje lotnicze znacznie przyczyniły się do niemieckich sukcesów w bitwach pod Radomiem i nad Bzurą. To właśnie jednostka Richthofena dokonała nalotu dywanowego na Warszawę 25 września 1939.
Po zwycięstwie nad Polską Richthofen objął dowodzenie VIII Korpusu Lotniczego. Dowodził nim w trakcie kampanii na zachodzie w 1940 roku, wspierając armie Walthera von Reichenaua w Belgii i Paula von Kleista we Francji. Bombowce Richthofena brały m.in. udział w „wyrąbaniu” drogi dla czołgów Kleista w bitwie pod Sedanem i w próbie zablokowania ewakuacji Brytyjskich Sił Ekspedycyjnych z Dunkierki.
Po zakończeniu kampanii na zachodzie Richthofena odznaczono Krzyżem Rycerskim i awansowano do stopnia generała lotnictwa.
VIII Korpus Richthofena wziął następnie udział w słynnej bitwie o Anglię. Jego samoloty startujące z baz w północnej Francji atakowały konwoje na Kanale La Manche, a następnie obiekty w południowej Anglii, lecz poniosły duże straty nie odnosząc większych sukcesów.
W 1941 Korpus Richthofena przeniesiono do Bułgarii i podporządkowano 4 Flocie Powietrznej. W kwietniu tego roku jego bombowce zniszczyły Belgrad, zabijając 17 000 osób. W tym samym miesiącu dowodzone przez niego siły udzieliły niezwykle skutecznego wsparcia wojskom niemieckim atakującym Grecję – m.in. całkowicie zniszczyły port w Pireusie. W maju 1941 Richthofen wspierał z kolei niemiecką inwazję na Kretę, za co odznaczono go Liśćmi Dębowymi do Krzyża Rycerskiego.
W następnej kolejności VIII Korpus Richthofena skierowano na front wschodni. W marcu 1942 awansowano go do stopnia generała pułkownika i mianowano dowódcą 4 Floty Powietrznej walczącej w południowej części ZSRR.

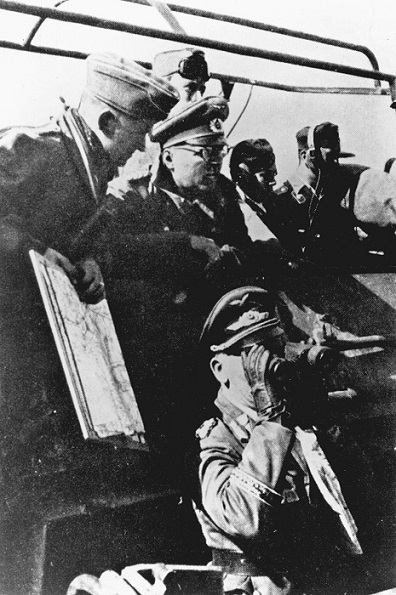
Wolfram von Richthofen i Hans-Valentin Hube na froncie wschodnim

Lato 1942 było szczytowym okresem kariery Richthofena. Jego samoloty skutecznie przecierały drogę niemieckim armiom prącym w kierunku Stalingradu i Kaukazu. W sierpniu 1942 skoncentrowane naloty jego 4 Floty zrównały Stalingrad z ziemią (tylko w pierwszym tygodniu ataków zginęło 40 tys. mieszkańców). Ciągłe bombardowania nie złamały jednak ducha obrońców miasta, a utrudniły działanie niemieckim żołnierzom. Richthofen zdawał sobie sprawę z bezsensu tych ataków, lecz jego głos ignorowano. Odreagowywał to oskarżeniami pod adresem dowódców wojsk lądowych – Paulusa i Hotha. Twierdził, iż gdyby przejawiali oni więcej ducha walki, Stalingrad można by zdobyć w ciągu dwóch dni.
Pod koniec 1942 Richthofen zdawał sobie sprawę, iż sytuacja nad Wołgą staje się niebezpieczna, lecz Hitler i dowództwo 6. Armii odrzucali ostrzeżenia rozpoznania lotniczego.
Po odcięciu wojsk generała 6 Armii Paulusa pod Stalingradem Richthofen sprzeciwiał się pomysłowi stworzenia mostu powietrznego do kotła. Dowództwo Luftwaffe odrzuciło jego obiekcje, a sam generał chwilowo znalazł się w niełasce Hitlera. 17 lutego 1943 został jednak mianowany najmłodszym feldmarszałkiem w armii niemieckiej.
Przez następne cztery miesiące nadal dowodził Luftflotte 4 i przyczynił się znacznie do uratowania niemieckiego frontu zimą 1943 r. i sukcesu zwycięskiej kontrofensywy von Mansteina pod Charkowem.
Richthofen był człowiekiem trudnym do współpracy – upartym, aroganckim i nietolerancyjnym. Niemal nigdy nie ukrywał też swej pogardy dla wojsk lądowych. Mimo to był niezwykle ceniony za swe umiejętności przez dowódców polowych na froncie wschodnim. Feldmarszałek von Manstein uważał go za najznamienitszego dowódcę wojsk lotniczych jakiego miały Niemcy w II wojnie światowej i po odwołaniu Richthofena bezskutecznie prosił Hitlera o ponowne skierowanie feldmarszałka na front wschodni.

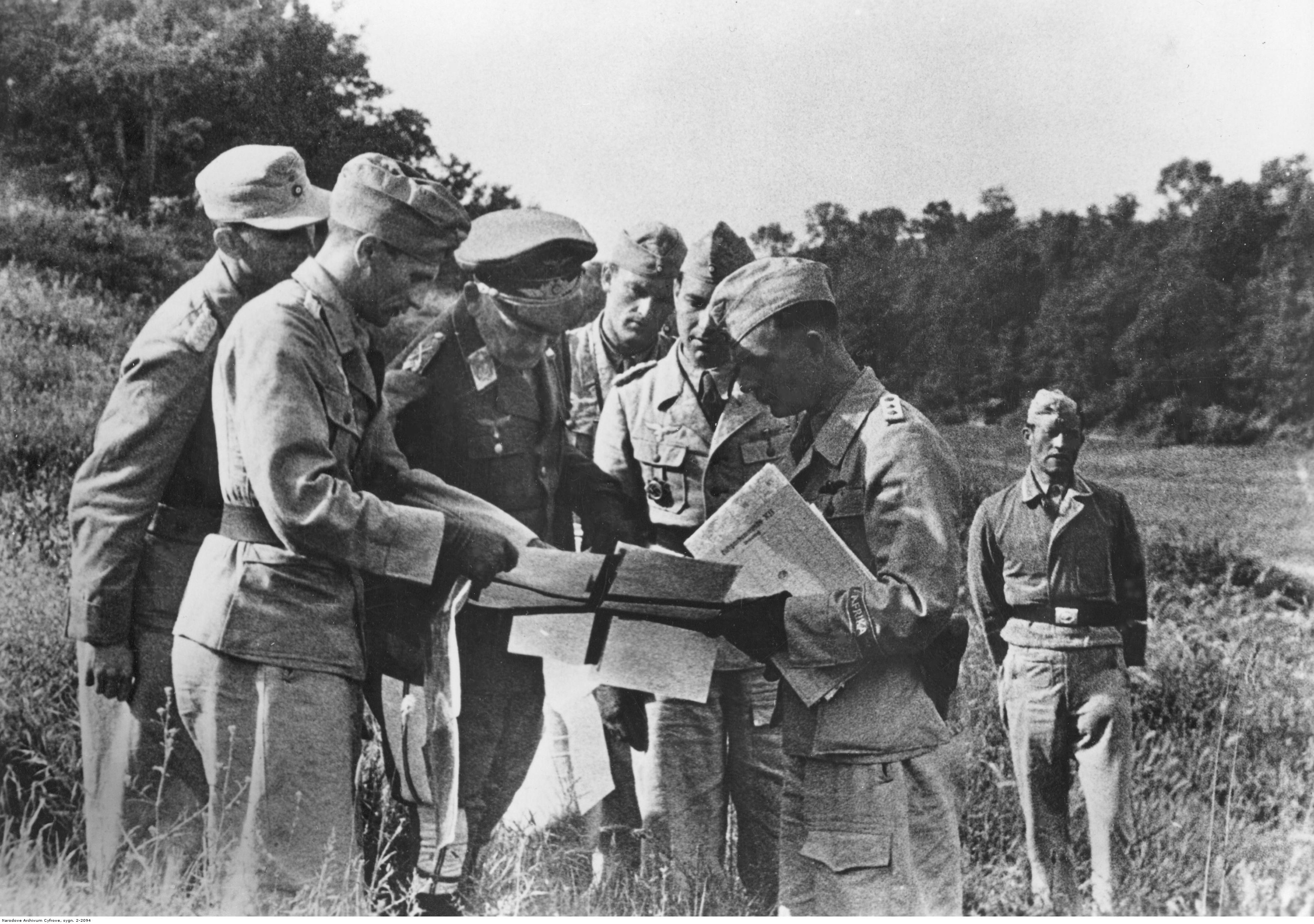
Feldmarszałek Wolfram Freiherr von Richthofen podczas narady na froncie włoskim

W czerwcu 1943 Richthofen został skierowany do Włoch, gdzie objął dowodzenie nad 2 Flotą Powietrzną. Walczył z lądującymi na Sycylii i Półwyspie Apenińskim aliantami, lecz ich przewaga w powietrzu była tak duża, iż jego siły znajdowały się w permanentnej defensywie. Mimo to Richthofen zdołał odnotować na swym koncie kilka znaczących sukcesów – jego flotylla skutecznie zapewniła osłonę powietrzną ewakuowanym z Sycylii wojskom niemieckim, zdziesiątkowała uciekającą do alianckich baz flotę włoską (zatopiono m.in. pancernik „Roma” z większością załogi) oraz zadała ciężkie straty alianckim transportowcom w porcie Bari.
Odszedł z armii z powodu guza mózgu w listopadzie 1944. Zmarł 12 lipca 1945 w amerykańskim obozie jenieckim w Bad Ischl w Austrii.

## Odznaczenia (lista niepełna)
- Krzyż Rycerski Krzyża Żelaznego z Liśćmi Dębu
  - Krzyż Rycerski – 18 maja 1940
  - Liście Dębu – 17 lipca 1941
- Krzyż Żelazny (1914) I Klasy
- Krzyż Żelazny (1914) II Klasy
- Krzyż Honorowy za Wojnę 1914/1918 dla Frontowców
- Odznaka za Służbę Wojskową w Luftwaffe (w sumie za 18 lat)
- Krzyż Hiszpanii z Mieczami
- Medal Wojskowy (Hiszpania)